# 德羅貝舍沃
德羅貝舍韋（烏克蘭語：Дробишеве，發音：[ˈdrɔbɪʃewe]），又按俄语名译为德羅貝舍沃，是烏克蘭東部頓涅茨克州克拉马托尔斯克区利曼市镇的鎮。該鎮距離首府頓涅茨克118公里，始建於1687年，海拔高度106米，2011年人口3,047。
2022年5月16日，該鎮被俄軍佔領。9月30日，該鎮被烏克蘭軍隊收復。